# Ramon Novarro
Ramon NOvarro, rođen kao Jose Ramón Gil Samaniego (Durango, 6. veljače 1899. – Los Angeles, 30. listopada 1968.), meksički televizijski i filmski glumac, uz Rudolpha Valentina najpoznatiji seks simbol dvadesetih i tridesetih godina 20. stoljeća, jedan od uspješnih latinoameričkih glumaca u Hollywoodu na kome se gradila osobinska uloga "latino-ljubavnika" i jedan od rijetkih glumaca koji su ostvarili značajne dosege i u nijemom i u zvučnom filmskom stvaralaštvu.
Rođen kao jedno od trinaestero djece u meksičkom Durangu, još u djetinjstvu se s obitelji doselio u Los Angeles, u kojem je proveo ostatak života i izgradio glumačku karijeru. Veći dio karijere proveo je u natjecateljstvu s Valentinom s kojim se nadmetao u borbi za poznate glumice. Tako je glumio sa svim značajnim glumicama svoga vremena i to jednako uspješno i na nijemom i na zvučnom filmu.
Za života su ga pratile glasine o homoseksualnosti i sklonosti alkoholizmu, koje je više puta zanijekao, a bio je i optužen za promociju komunizma na pordučju Sjedinjenih Država zbog sudjelovanja na nedovršenom filmu s komunističkim konotacijama. Ubila su ga braća Paul i Tom Ferguson, koja su ga prethodno ucjenjivala za pružanje seksualnih usluga. Posmrtno je dobio zvijezdu na Hollywoodskoj stazi slavnih.

## Vanjske poveznice
- Životopis na IMDb-u